# 산돼지 (희곡)
《산돼지》는 극작가 김우진 (1897년)이 쓴 대표적인 희곡이다. 《산돼지》는 장막극이자 표현주의극으로 그 성격이 상당히 실험적이고 상징적이란 점에서 의의를 갖는다. 시간적 배경을 1920년대 일제강점기로 잡고 주인공을 식민지 지식인으로 설정했다. 주제는 식민지 지식인의 새로운 삶의 방향 모색과 좌절이다. 1926년에 조선지광에서 출간되었다.

## 줄거리[1]
［발단］ 최원봉이 차혁과 바둑을 둔다. 청년회 간부인 원봉은 자신의 주관으로 연 바자회의 수익금 50원을 써 버리고, 이러한 사실을 덮어 주려는 차혁과 싸운다.
［전개］ 사람들은 원봉을 ‘산돼지’라 부르고 원봉은 자신의 행동에 대해 정신적 갈등을 일으켜 몽환병에 시달린다. 최 주사의 유언에도 불구하고, 원봉과 정숙, 영순과 차혁이 각각 교제한다.
［절정 · 하강］ 원봉은 자기를 둘러싸고 있는 비밀(꿈속에서 토벌 병정에 쫓기는 동학군이었던 아버지와 관군에게 쫓기다가 원봉을 낳고 죽은 어머니의 일)을 꿈을 통해 알게 된다. 원봉은 자신에게 지워진 사회 개혁의 사명과 현실과의 괴리로 고민한다.
［대단원］ 꿈에서 현실로 돌아오고, 원봉에게 실망해 일본 동경으로 떠났던 원봉의 애인 정숙이 돌아온다. 둘은 서로의 나아갈 방향을 논의하며 갈등을 해소한다.

## 인물소개
- 최영순 : 최 주사의 딸이며 원봉과 함께 자란 사이로 차혁과 애인 사이다. 그녀는 전통적인 여인으로  원봉의 건강을 걱정하며 극진하게 돌보는 여성이다.
- 차혁 : 원봉의 친구이자 청년회 관계자다. 그는 목적을 위해서라면 수단은 어떤 방식이든 관계없다고 믿는다. 이에 청년회 공금을 유용한 원봉의 부정을 숨겨주려 한다.
- 최원봉 : 청년회 간부다. 부친이 동학군이란 이유로 부모가 관군에게 죽임을 당하고, 최 주사에게 양육되었다.
- 최 주사 댁 : 원봉과 영순의 어머니다. 남편의 유언에 따라 원봉과 영순을 결혼시키려 했지만, 영순에 대한 애정 때문에 태도를 바꾸는 인물이다.
- 정숙 : 원봉의 약혼녀이자 신세대 여인이다. 여인. 원봉이 병에 걸리자 동경에서 돌아와 원봉과 지식인으로서의 미래를 이야기한다.

## "산돼지"의 의미
산돼지는 최원봉의 성격을 두고 붙은 별명이다. 최원봉은 저돌적이며 사회환경에 쉽게 타협하지 않는 지식인의 면모를 갖고 있기 때문이다. 즉 이 희곡 안에서 원봉은 사회개혁을 이끌어나가고자 하는 역동적인 인물이다.
원봉은 꿈속에서 죽은 아버지가 자신에게 산돼지 탈을 씌우려는 꿈을 꾸는데, 이는 무력한 현실에서 아버지가 남긴 사명을 부담스러워하는 원봉의 내면 심리가 반영된 것으로 볼 수 있다.
즉 제목 산돼지는 자신에게 주어진 숙명과 현실적인 무기력함 사이에서 극심한 정신적 갈등을 느끼는 최원봉의 모습이자 1920년대 식민지 지식인의 모습을 의미한다.

## 같이 보기
- 김우진 (1897년)
- <이영녀(李永女)>

## 참고 문헌
- 천재교육 편집부, 해법문학 수필극 고등